# Knoopkruidgalmug
De knoopkruidgalmug (Loewiola centaureae) is een muggensoort uit de familie van de galmuggen (Cecidomyiidae). De wetenschappelijke naam van de soort is voor het eerst geldig gepubliceerd in 1875 door F. Low.